# Circet
Circet Group, gesproken alleen Circet, is een Frans bedrijf dat gespecialiseerd is op het gebied van installatie en onderhoud van telecommunicatienetwerken en infrastructuur bestemd voor telecomoperators. Circet is actief in Frankrijk, België, Nederland, Luxemburg, Duitsland, Ierland, het Verenigd Koninkrijk, Zweden, Spanje, Marokko, Zwitserland, Griekenland en Roemenië. In 2020 behaalde de Circet Group een gezamenlijke omzet van meer dan 2 miljard euro met 10.000 medewerkers verspreid over de verschillende landen. In de Benelux heeft Circet 25 filialen met 1.500 medewerkers. De klanten van Circet zijn voornamelijk telecomoperatoren, fabrikanten van telecomapparatuur, infrastructuurbeheerders, energiebedrijven en lokale overheden. Bedrijven die onderdeel zijn van Circet Benelux zijn Teletronika, BAM Infratechniek België, Lomitel, Spitters en het glasvezeladviesbedrijf NKM.

## Geschiedenis
Het bedrijf is begin 1993 opgericht. In april 2018 neemt Advent International een meerderheidsbelang door de aandelen van CIM CIC, Omnes Capital en bestuurders over te nemen. In januari 2019 neemt Circet Cableven over, een telecomoperator gevestigd in Spanje. In 2021 nam Circet Benelux ESAS over.